# Zaynab bint Khouzayma
Zaynab bint Khouzayma (زَيْنَب بِنْت خُزَيْمَة) est  la cinquième épouse de Mahomet. Son nom complet est Zaynab bint Khouzayma ibn al-Hārith al-Hilālīya.

## Biographie traditionnelle
Durant la période pré-islamique, déjà, sa générosité lui aurait valu le surnom de « mère des pauvres », c'est-à-dire Oumm al-masākīn.
Elle fut mariée à al-Tufail ibn al-Harith avant de l'être avec Mahomet. Ce premier mari la répudia puis elle épousa son frère, Ubaïda ibn al-Harith. Après la mort de celui-ci à la bataille de Badr. Mahomet l'épousa en 625,. Sa dot s'élevait à 400 dirham. Elle avait 30 ans à cette époque.
Zaïnab mourut quelques mois après son mariage avec Mahomet. Elle fut enterrée au cimetière al-Baqiʿ, à Médine.